# Miroslav Havlíček
Miroslav Havlíček (* 12. února 1954) je bývalý český fotbalista, brankář.

## Fotbalová kariéra
V lize hrál za TJ Vítkovice. V československé lize nastoupil v 6 utkáních.

## Ligová bilance
| Ročník  | Zápasy | Góly | Klub         |
| ------- | ------ | ---- | ------------ |
| 1981/82 | 6      | 0    | TJ Vítkovice |
| CELKEM  | 14     | 0    |              |